# Saint Vitus
Saint Vitus — американская метал-группа из Лос-Анджелеса, образованная в 1979 году. Одна из первых групп дум-метала, наряду с Pentagram, Witchfinder General, Trouble и Pagan Altar. За всё время своего существования Saint Vitus выпустили девять студийных альбомов и оказали весомое влияние на развитие дум-метала и сладж-метала, хотя и не обрели большую популярность.
Изначально группа именовалась как Tyrant, но в 1980 году обрела современное название. В оригинальный состав входили Скотт Риджерс (вокал), Дэйв Чендлер (гитара), Марк Адамс (бас-гитара) и Армандо Акоста (ударные). Они записали первые два альбома, пока Скотт «Wino» Вайнрих не заменил Риджерса в 1986 году. Состав с Вайнрихом, Чендлером, Адамсом и Акоста оказался наиболее долговечным и считается «классическим». Третий альбом Born Too Late признан лучшим релизом группы.
После распада в 1996 году и недолгого возвращения в 2003 году, Saint Vitus снова воссоединились в 2008 году в «классическом» составе и провели успешное турне. Однако, Акоста покинул группу в 2009 году в связи с ухудшением здоровья. Его заменил Генри Васкес.

## История

### Образование и первые два альбома (1979—1985)
Saint Vitus образована в 1979 году вокалистом Скоттом Риджерсом, гитаристом Дэйвом Чендлером, басистом Марком Адамсом и барабанщиком Армандо Акоста. Группа именовалась как Tyrant, но сменила свое название на Saint Vitus в 1980 году, после того, как Black Sabbath выпустила песню «St. Vitus Dance». По словам участников Saint Vitus, на них повлияли такие коллективы, как Black Sabbath, Judas Priest, Blue Cheer, Blue Öyster Cult и Alice Cooper.
Saint Vitus не нашли признания в метал-сообществе Лос-Анджелеса из-за медленной и мрачной музыки. Стиль группы не соответствовал тенденциям в метале того времени: тогда в почёте была скорость и агрессивность, свойственные хард-року. Музыканты попали на панк-рок-сцену благодаря Black Flag, с которыми они познакомились в начале 1980-х гг. Гитарист той группы, Грег Гинн, также предложил Saint Vitus заключить контракт с SST Records. В итоге коллектив выпустил четыре LP и два EP с этим лейблом.
Saint Vitus записали два студийных альбома (Saint Vitus и Hallow's Victim) и один EP (The Walking Dead) с первоначальным составом. Риджерс покинул группу в начале 1986 года. Его заменил Скотт Вайнрих — фронтмен распавшейся группы The Obsessed, также известный как «Вайно» («Wino»). Последние работы Риджерса — такие песни грядущего альбома Born Too Late, как «The War Starter» и «Hell Ain’t a Game».

### Эпоха Вайнриха (1986—1991)
Saint Vitus записали с Вайно три студийных альбома: Born Too Late, Mournful Cries и V; один концертный альбом (Live) и один EP (Thirsty and Miserable). В 1989 году группа разорвала контракт с SST Records и заключила новый с Hellhound Records. С ним коллектив записал ещё три студийных альбома. Новый лейбл также выпустил первый альбом The Obsessed, записанный ещё в 1985 году, в 1990 году, что побудило Вайно восстановить его прежнюю группу. Вайнрих покинул Saint Vitus в 1991 году.

### C.O.D.,Die Healingи распад (1992—2002)
После ухода Вайнриха и недолгих поисков, Saint Vitus нашли нового вокалиста из Count Raven — Кристиана Линдерсона. Тот желал записать только один альбом, C.O.D., и провёл турне по США и Европе с группой вплоть до 1993 года. Далее его заменил Скотт Риджерс. Saint Vitus записали очередной альбом, Die Healing, и выехали на гастроли по Америке и Европе. Коллектив решил расформироваться после завершения турне, в 1996 году.

#### После распада
Чендлер сформировал в начале 2000-х панк/дум-метал группу Debris Inc. с гитаристом Роном Хольцнером, который покинул Trouble. Они выпустили одноименный альбом на лейбле Rise Above Records в 2005 году. Акоста вступил в группу Dirty Red, Адамс и Риджерс покинули сцену. После распада The Obsessed в середине 90-х, Скотт Вайнрих переехал в Мэриленд и создал группу Spirit Caravan. Он ещё раз гастролировал по Европе и США, пока коллектив не распался в начале 2000-х гг. Его новая группа, Hidden Hand, распалась в середине 2000-х гг. Вайно ненадолго присоединился к Place of Skulls, в которой участвовал бывший гитарист Pentagram Виктор Гриффин, для записи альбома With Vision.

### Возвращение (с 2003 и по настоящее время)
1 июля 2003 года «классический» состав группы (Вайнрих, Чендлер, Адамс и Акоста) сыграл в клубе
Double Door в Чикаго. В 2008 году Saint Vitus объявили о возвращении на сцену в том же составе для турне в 2009 году. Группа выступила 24 апреля 2009 года в Тилбурге, Нидерланды, после сыграла три концерта в Германии.
Барабанщик Армандо Акоста покинул коллектив в том же году, перед окончанием европейского турне. Дэйв Чендлер сообщил, что Акоста ушёл из Saint Vitus из-за проблем со здоровьем. Акоста умер 25 ноября 2010 года в возрасте 58 лет. Его заменил Генри Васкес из группы Blood of Sun.
В феврале 2010 года Чендлер заявил, что Saint Vitus собрались записать новый материал, но не сообщил тогда никаких конкретных планов. Однако Вайнрих сказал, что «мы пишем некоторые вещи прямо сейчас». В марте Вайно раскрыл информацию немецкому изданию Metal Hammer о том, что у Saint Vitus отсутствовал лейбл, и коллектив записал только одну песню; но полноформатный студийный альбом, вероятно, будет разрабатываться ближайшие 12 месяцев, что делало 2011 год возможной датой нового релиза. Планы, однако, не воплотились в жизнь. Группа захотела снова взяться за запись альбома летом 2011 года, после окончания тура «The Metalliance Tour» с Helmet и Crowbar. Во время гастролей Saint Vitus представили новую композицию «Blessed Night». 8 ноябре 2011 года появилась новость, что группа заключила контракт с лейблом Season of Mist и выпустит новый студийный альбом под названием Lillie: F-65 27 апреля 2012 года.
В течение 2010 года SST Records переиздали на виниловых дисках все альбомы группы, за исключением первого, которого выпустили в формате CD. Лейбл также выпустил Hallow's Victim и The Walking Dead в формате CD.
В 2015 году Saint Vitus выступили в Остине, Техас и организовали европейское турне с первым вокалистом группы Скоттом Риджерсом. Риджерс вновь выступил в составе группы осенью 2016 года в американском турне из-за обязательств Вайно, связанных с объединением The Obsessed. Saint Vitus выпустили концертный альбом Live Vol. 2 23 сентября 2016 года.
17 мая 2019 года группа выпустила новый альбом Saint Vitus.

## Состав
| Текущий состав - Скотт Риджерс — вокал (1979–1986, 1994–1996, 2015—настоящее время) - Дэйв Чендлер — гитара (1979–1996, 2003, 2008–настоящее время) - Пэт Брадерс — бас-гитара (2016—настоящее время) - Генри Васкес — ударные (2009–настоящее время) | Бывшие участники - Скотт «Вайно» Вайнрих — вокал (1986–1991, 2003, 2008–2015) - Армандо Акоста — ударные (1979–1996, 2003, 2008–2009; умер в 2010) - Марк Адамс — бас-гитара (1979–1996, 2003, 2008–2016) - Кристиан Линдерсон — вокал (1991–1994) |

## Дискография

### Студийные альбомы
- Saint Vitus (1984)
- Hallow's Victim[англ.] (1985)
- Born Too Late[англ.] (1986)
- Mournful Cries[англ.] (1988)
- V[англ.] (1990)
- C.O.D.[англ.] (1992)
- Die Healing[англ.] (1995)
- Lillie: F-65[англ.] (2012)
- Saint Vitus (2019)

### Концертные альбомы
- Live (1990)
- Marbles in the Moshpit (2012)
- Live Vol. 2 (2016)

### EP
- The Walking Dead (1985)
- Thirsty and Miserable (1987)

### Сборники
- Heavier Than Thou (1991)

### Демозаписи
- Rehearsal  (1978)
- Demo (1979)
- Demo (1983)
- Demo  (1992)